# Quşqara
Quşqara è un comune dell'Azerbaigian situato nel distretto di Göygöl. Conta una popolazione di 1 895 abitanti.